# الجماع الجماعي
الجماع الجماعي ( بالإنجليزية : Gang Bang ) هو احد أنواع النشاط الجنسي يكون فيه شخص واحد هو المحور الرئيسي للنشاط الجنسي للعديد من الأشخاص، عادةً أكثر من ثلاثة ، بشكل متتابع أو متزامن.  يشير هذا المصطلح عمومًا إلى أن المرأة بحيث تصبح هي محور الاهتمام؛ ويمكن الإشارة إلى رجل واحد مع العديد من النساء على أنه " نكاح جماعي عكسي ".  أصبح مصطلح الجماع الجماعي مصطلحًا مرتبطًا بصناعة المواد الإباحية و عادةً ما يصف حدثًا منظمًا حيث تمارس المرأة الجنس مع العديد من الرجال في نفس الوقت أو في تتابع مباشر.  بوكاكي هو نوع من أنواع الجنس الجماعي، الذي نشأ في دولة اليابان ، و يركز على الشخص الرئيسي الذي يتم قذف السائل المنوي عليه من قبل المشاركين الذكور . 